# Севен-Систерс (скалы)
Севен-Систерс (Семь Сестёр; англ. Seven Sisters) — группа меловых утёсов в Великобритании.
Расположены вдоль побережья Ла-Манша в Восточном Суссексе между городами Сифорд и Истборн, они составляют часть территории меловых образований Саут-Даунс. Юго-восточнее утёсов расположен мыс Бичи-Хед — высочайшая (162 м) меловая скала Великобритании. Интересно, что несмотря на название, пиков в группе скал не 7, а 8.
Государственный парк.
Побережье вдоль утёсов Севен-Систерс менее подвержено влиянию человека и съёмки Дуврских скал в исторических фильмах иногда проходили именно в этой местности («Робин Гуд: Принц воров», «Искупление» и пр.).